# Liste der Kulturdenkmäler in Schenkelberg
In der Liste der Kulturdenkmäler in Schenkelberg sind alle Kulturdenkmäler der rheinland-pfälzischen Ortsgemeinde Schenkelberg aufgeführt. Grundlage ist die Denkmalliste des Landes Rheinland-Pfalz (Stand: 21. Dezember 2021).

## Einzeldenkmäler
| Bezeichnung                             | Lage                         | Baujahr                            | Beschreibung                                                 | Bild                           |
| --------------------------------------- | ---------------------------- | ---------------------------------- | ------------------------------------------------------------ | ------------------------------ |
| Wohnhaus                                | Bergstraße 9 Lage            |                                    | Fachwerkhaus, teilweise massiv und verschiefert              | Fotos hochladen                |
| Brunnen                                 | Hauptstraße, bei Nr. 20 Lage | zweite Hälfte des 19. Jahrhunderts | gusseiserner Laufbrunnen, zweite Hälfte des 19. Jahrhunderts | weitere Bilder Fotos hochladen |
| Katholische Pfarrkirche Zum Herzen Jesu | Hauptstraße 22 Lage          | 1750                               | Saalbau, 1750, 1929 erweitert                                | weitere Bilder Fotos hochladen |